# Estação El Vergel
A Estação El Vergel é uma das estações do VLT da Cidade do México, situada na Cidade do México, entre a Estação Textitlán e a Estação Estadio Azteca. Administrada pelo Servicio de Transportes Eléctricos de la Ciudad de México (STECDMX), faz parte da Linha 1.
Foi inaugurada em 1º de agosto de 1986. Localiza-se no cruzamento da Estrada de Tlalpan com o Viaduto Tlalpan e a Rua Hidalgo. Atende o bairro El Vergel, situado na demarcação territorial de Coyoacán.